# Никольское (Переславский район)
Никольское — деревня в Переславском районе Ярославской области.

## География
Находится в южной части Ярославской области на расстоянии приблизительно 20 км на восток-северо-восток по прямой от районного центра города Переславль-Залесский.

## История
В 1859 году здесь (деревня Переславского уезда Владимирской губернии) было учтено 38 дворов, в 1941—104. До 2018 года входила в состав Рязанцевского сельского поселения.

## Население
Численность населения: 321 человек (1859 год), 31 (русские 100 %) в 2002 году, 25 в 2010.